# Nonoxinol 9
Nonoxinol 9, auch Nonoxynol 9, ist ein nichtionisches Tensid aus der Gruppe der Nonylphenolethoxylate. Es wird wegen seiner samenabtötenden (spermiziden) Wirkung als Wirkstoff in lokal anzuwendenden  Verhütungsmitteln eingesetzt.

## Wirkung

### Spermizide Wirkung
Nonoxinol 9 greift aufgrund seiner oberflächenaktiven Eigenschaften die Zellmembran des Spermiums an. Ist die Membran zerstört, sind die Spermien bewegungsunfähig. Nonoxinol 9 ist in vielen Cremes, Gelen, Verhütungszäpfchen und -schäumen enthalten.

### Antivirale und antimikrobielle Wirkung
Labortests ergaben, dass Nonoxinol 9 die Membran des HI-Virus angreift. Eine Schutzwirkung vor HIV-Infektionen besteht in vivo jedoch nicht, da eine durch Nonoxinol 9 geschädigte Scheidenschleimhaut gleichzeitig viel durchlässiger für alle Arten von Viren ist.
Auch bestimmte sexuell übertragbare Keime (wie etwa Chlamydia trachomatis, Neisseria gonorrhoeae, Treponema pallidum, Trichomonas vaginalis) werden teilweise in vitro durch Nonoxinol 9 gehemmt. Bei regelmäßiger Anwendung kann Nonoxinol 9 die Scheidenflora beeinträchtigen.

### Unerwünschte Wirkungen
Nonoxinol 9 kann die Vaginalschleimhaut reizen und verletzen. Teilweise wurden bei Frauen, die regelmäßig Nonoxinol 9-haltige Mittel benutzten, Entzündungen, Wunden und sogar Geschwüre festgestellt. In einer amerikanischen Studie von 1993 zeigten Frauen, die zwei Wochen lang einmal am Tag ein Vaginalzäpfchen mit Nonoxinol 9 benutzten, bereits deutliche Störungen der Schleimhaut. Reizungen wurden vor allem an der Scheide und am Gebärmutterhals festgestellt.
Selten treten auch allergische Reaktionen auf.

## Verwendung
Verwendet wird Nonoxinol 9 in der Gleitbeschichtung mancher Kondome sowie in Scheidengelen, -zäpfchen und -schäumen, die auch in Verbindung mit einem Diaphragma zur Empfängnisverhütung benutzt werden.
Ferner wird Nonoxinol 9 wegen seiner oberflächenaktiven Eigenschaften als pharmazeutischer Hilfsstoff verwendet.

## Chemie
Die Synthese erfolgt durch Umsetzung von 4-Nonylphenol mit 9 Mol-Äquivalenten Ethylenoxid. Es entsteht ein Gemisch aus Polyethylenglycolethern des 4-Nonylphenols, wobei die Kettenlänge ungefähr 4 bis 16 Ethylenoxid-Einheiten beträgt und im Mittel bei zirka 9 liegt.

## Handelsnamen
Monopräparate
Patentex Oval (D, A, außer Vertrieb)
Kombinationspräparate
a-gen 53 (D, außer Vertrieb)